# Wong Ji-yuet
Wong Ji-yuet (en xinès tradicional: 黃子悅; en jyutping: wong4 zi2 jyut6) (Hong Kong, 27 de setembre de 1997) és una activista política de Hong Kong. Com a portaveu de l'organització estudiantil Escolarisme va participar en la Revolució dels Paraigües de 2014 i a les protestes contra el projecte de llei d'extradicions de 2019.

## Activisme

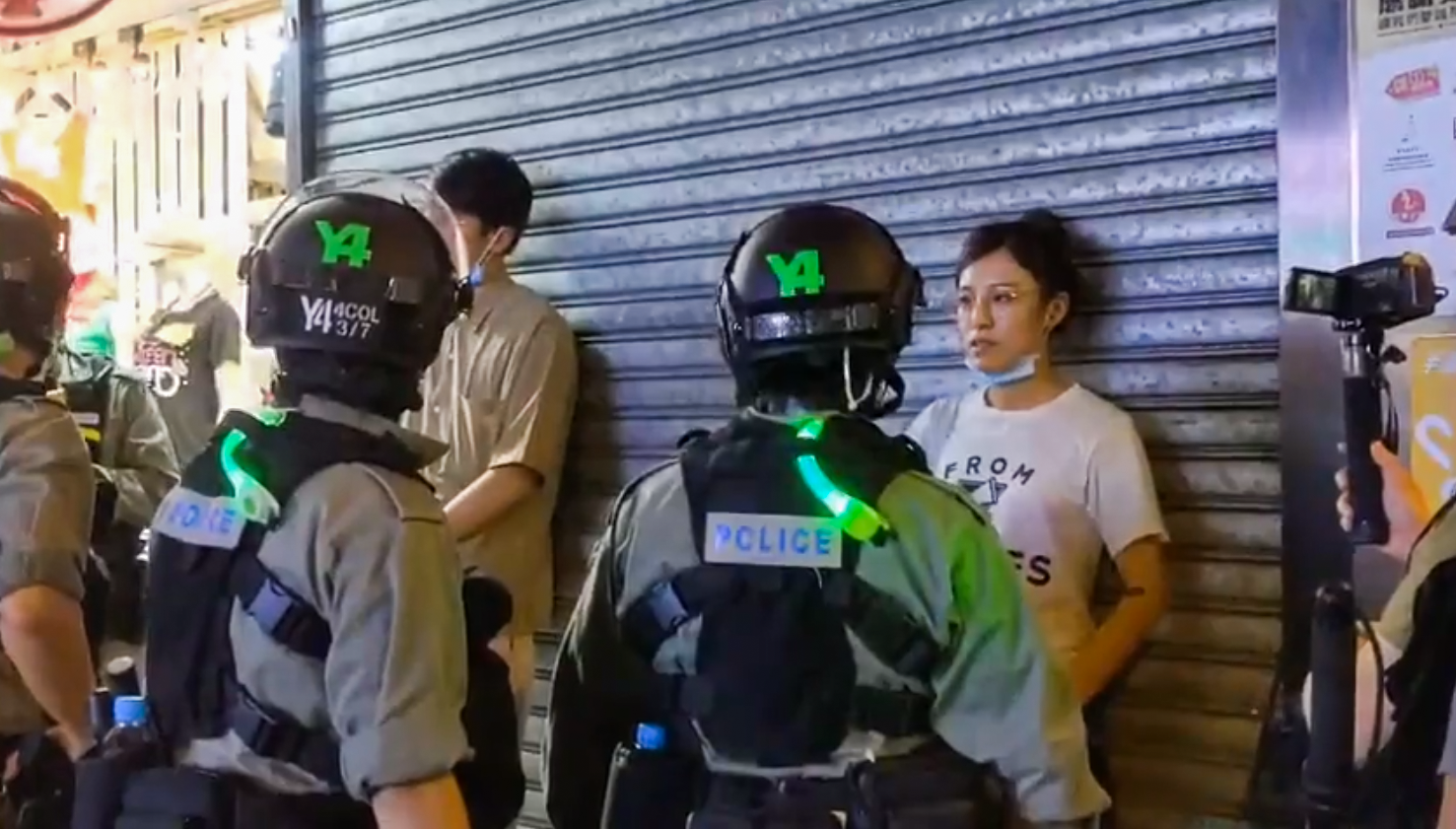
Wong Ji-yuet va ser detinguda per la policia antiavalots el 10 de maig de 2020

Wong va ser estudiant Form Six a l'Escola Primària i Secundària Internacional de Música de Qualitat Cristiana durant la Revolució dels Paraigües de 2014, en les quals va participar en l'ocupació d'Admiralty i Mong Kok. Com a voluntària de l'organització estudiantil Escolarisme, el 26 de setembre es va unir a l'acte de boicot a l'escola de secundària, el 27 de setembre va irrompre a la plaça Cívica de Hong Kong i el 28 de setembre va passar-hi la seva primera nit al carrer. De nit dormia als carrers de les zones ocupades i durant el dia anava a escola, rutina que va mantenir durant més d'un mes.
L'1 de desembre de 2014 va començar una vaga de fam amb els companys activistes Joshua Wong i Isabella Lo. L'objectiu de la vaga de fam era iniciar una negociació amb el govern sobre la reforma electoral de Hong Kong. Wong va acabar la vaga de fam per raons mèdiques després de 118 hores. La van portar a l'hospital i el seu pes havia baixat a 36'7 quilograms (81 lliures).
El 18 de novembre de 2019 va sortir en suport de les persones atrapades a l'interior de la Universitat Politècnica de Hong Kong durant el setge de la policia al campus. Va ser una de les persones arrestades durant les detencions massives de la policia. Posteriorment, centenars de detinguts van ser acusats d'haver comès «avalots», inclòs Wong.
Wong va condemnar freqüentment el sexisme al qual s'enfrontava com a figura femenina pro-democràcia. En una ocasió va declarar: «Vull ajudar realment a Hong Kong. Simplement no crec que tingui sentit comparar el que porto amb la meva feina. Tinc la meva llibertat per portar el que vull». El 10 de maig de 2020 va ser detinguda i escorcollada per la policia de Hong Kong que es troba prop d'una protesta durant el Dia de la Mare a Mong Kok. Wong va acusar els oficials de policia d'assetjament sexual després que li haguessin fet comentaris lascius sobre el seu cos i la mida dels pits.

## Objectiu del Consell legislatiu
El 17 de juny de 2020 va anunciar la seva intenció de presentar-se a les eleccions legislatives de Hong Kong del 2020. Va participar en les primàries pro-democràcia durant el juliol de 2020 i va ocupar el tercer lloc entre els candidats de la circumscripció de New Territories West, que li va permetre disposar un lloc de candidatura a les eleccions generals. Va obtenir 22.911 vots i el 12,98% dels vots emesos.